# Fráguas (Vila Nova de Paiva)
Fráguas era una freguesia portuguesa del municipio de Vila Nova de Paiva, distrito de Viseo.

## Historia
Fue suprimida el 28 de enero de 2013, en aplicación de una resolución de la Asamblea de la República portuguesa promulgada el 16 de enero de 2013 al unirse con las freguesias de Alhais y Vila Nova de Paiva, formando la nueva freguesia de Vila Nova de Paiva, Alhais e Fráguas.